# Albert Lefaivre
Albert Lefaivre (* 20. Februar 1830 in Versailles; † 23. März 1907 ebenda) war ein französischer Politiker, Diplomat und Schriftsteller. Er war Professor an der Militärschule Saint-Cyr und Gründungsmitglied der Akademie von Versailles. Lefaivre diente 1855 nacheinander als französischer Konsul in Mainz, Charleston und Quebec. Zwischen 1875 und 1889 übte er das Amt des französischen Generalkonsuls in New York aus. Als Freund des Premierministers von Quebec, Joseph-Adolphe Chapleau, beteiligt sich Lefaivre an der wirtschaftlichen Annäherung zwischen Frankreich und Kanada. Auf ihn geht eine bedeutende Historiographie zurück, die der Geschichte Ungarns während der zwei Jahrhunderte osmanischer Herrschaft gewidmet ist.

## Publikationen
- Les Magyars pendant la domination ottomane en Hongrie (1526-1720). Perrin et Cie., Paris, 2 Bände.

| Personendaten    | Personendaten                                        |
| ---------------- | ---------------------------------------------------- |
| NAME             | Lefaivre, Albert                                     |
| KURZBESCHREIBUNG | französischer Politiker, Diplomat und Schriftsteller |
| GEBURTSDATUM     | 20. Februar 1830                                     |
| GEBURTSORT       | Versailles                                           |
| STERBEDATUM      | 23. März 1907                                        |
| STERBEORT        | Versailles                                           |